# 9087 Neff
A 9087 Neff (ideiglenes jelöléssel 1995 SN3) a Naprendszer kisbolygóövében található aszteroida. A csehországi Kleť csillagvizsgálóban fedezték fel 1995. szeptember 29-én.